# فیلیس فرانسیس
فیلیس فرانسیس (انگلیسی: Phyllis Francis؛ زادهٔ ۴ مهٔ ۱۹۹۲) دونده اهل ایالات متحده آمریکا است.